# Chlewene
Chlewene (bułg. Хлевене) – wieś w północnej Bułgarii, w obwodzie Łowecz, w gminie Łowecz.
Znajduje się 7 km od Łoweczu. We wsi znajduje się jaskinia, wokół, której owianych jest wiele legend.
Urodziła się tutaj Kunka Boewa - aktorka.